# 珍珠矮冠䲁
珍珠矮冠䲁（學名：Praealticus margaritatus），為輻鰭魚綱鳚形目䲁科矮冠䲁屬的一種，分布於中西太平洋斐濟及美屬薩摩亞海域，本魚體延長略側扁，頭部短鈍，眼上眶有分支觸鬚，缺乏頸背觸鬚，前鼻孔後緣有小觸鬚，通常不分支，雌魚體色為暖棕色，腹部較淺，頭部略帶紫色，鼻子和嘴唇顏色較深，身體上有小而淡的珍珠色斑點，冠膜為深棕色，密布小珍珠色或藍色斑點，第二背鰭深褐色，有許多狹窄、淺色的斜條紋，尾鰭深褐色，臀鰭深褐色，邊緣較暗，腹鰭黑色；雄魚顏色較淺，前部的珍珠狀斑點更明顯且多，頭部佈滿小暗色斑點，冠膜無白點，背鰭硬棘12-13枚、背鰭軟條17-19枚、臀鰭硬棘2枚、臀鰭軟條18-21枚，體長可達7.3公分，棲息在水淺的岩石海岸，雌魚產附著性卵，雄魚有護卵行為，幼魚為浮游性，生活習性不明。